# Jurij Sapega
Jurij Nikolaevič Sapega (in russo Юрий Николаевич Сапега?, in bielorusso Юрый Мікалаевіч Сапега?, Juryj Mikalaevič Sapeha;; Hrodna, 1º gennaio 1965 – Mosca, 29 settembre 2005) è stato un pallavolista e allenatore di pallavolo sovietico di origine bielorussa, dal 1991 russo.
Giocava nel ruolo di centrale.

## Biografia
Inizia a giocare per la CSKA Mosca, dove, in 10 anni, vince 7 campionati sovietici, 3 coppe dell'Unione Sovietica e 5 Coppe dei campioni. Nel 1991 si trasferisce nel campionato italiano, alla Petrarca Pallavolo dove vincerà una Coppa CEV.
Ritiratosi dalla carriera agonistica diventa allenatore della Petrarca Pallavolo fino al 1997. Nel 1998 ritorna in Russia, dove entra a far parte dello staff tecnico della nazionale russa e inizia a collaborare con la federazione.
È scomparso nel 2005 all'età di 40 anni per arresto cardiaco.

## Palmares

### Club
- Campionato sovietico: 7

1984-1985, 1985-1986, 1986-1987, 1987-1988, 1988-1989, 1989-1990, 1990-1991
- Coppa dell'Unione Sovietica: 3

1982, 1984, 1985
- Coppa dei Campioni: 5

1985-86, 1986-87, 1987-88, 1988-89, 1990-91
- Coppa CEV: 1

1993-94

### Nazionale (competizioni minori)
- - Campionato europeo under 19 1984
- - Campionato mondiale under 21 1985
- - Goodwill Games 1986